# Helena Kowalewska
Helena Kowalewska z d. Gwozdowicz (ur. 5 listopada 1916 w Wiedniu, zm. 29 lipca 2018) – polska nauczycielka, uhonorowana tytułem Sprawiedliwy wśród Narodów Świata.

## Życiorys
Córka Jana i Matyldy Gwozdowiczów. Po odzyskaniu przez Polskę niepodległości w 1918 roku, wraz z rodziną przybyła do kraju i osiedliła się na Kresach Wschodnich. Jej ojciec pełnił funkcję prezesa sądu w Bursztynie, natomiast matka pracowała jako nauczycielka. Po wybuchu II wojny światowej i wkroczeniu Niemców jej rodzina ukrywała 14-letnią Żydówkę Lusię Rozen - jedyną ocalałą z rodziny adwokata Arnolda Rozena, byłego współpracownika ojca. Helena Gwozdowicz brała również udział w tajnym nauczaniu.
Po zakończeniu wojny, w 1950 roku wraz z rodziną przybyła do Gniezna. Przez większość zawodowego życia pracowała jako nauczyciel w tutejszej Szkole Podstawowej nr 5, ucząc języka polskiego. Należała m.in. do tutejszego Klubu Nauczycieli Polskich i Polonijnych.
Pochowana na cmentarzu parafialnym przy kościele pw. św. Michała Archanioła w Mieścisku.

## Odznaczenia i nagrody
W 1988 roku - wraz z matką i siostrą Ireną - otrzymała tytuł Sprawiedliwego wśród Narodów Świata. W uznaniu swych zasług została uhonorowana Krzyżami: Komandorskim i Kawalerskim Orderu Odrodzenia Polski, Złotym i Srebrnym Krzyżem Zasługi oraz Medalem Komisji Edukacji Narodowej. Była również laureatką Nagrody Gnieźnieńskiej Kapituły Orła Białego oraz Medalu Koronacyjnego, który otrzymała z okazji setnych urodzin.